# Pataca
Pour les articles homonymes, voir MOP.
La pataca (chinois : 澳門圓 ; cantonais Jyutping : ou3 mun4 jyun4, en portugais : pataca de Macau ; symbole : $ ; code ISO 4217 : MOP) est la monnaie de la région administrative spéciale de Macao, en République populaire de Chine.

## Historique
Une pataca est divisée en 100 avos (chinois : 仙). Dix avos sont appelés en chinois un ho (毫), nom sans équivalent en français mais qui est utilisé sur les pièces de 10, 20 et 50 avos.
La politique monétaire concernant la valeur de la pataca est conduite par l'Autorité monétaire de Macao (AMCM ; en portugais : Autoridade Monetária de Macau ; chinois : 澳門金融管理局).

## Émissions

### Taux de change
La pataca est une monnaie qui est rattachée à la valeur du dollar de Hong Kong depuis 1977, qui est par soi-même rattaché à la valeur du dollar américain. De ce fait, la pataca est indirectement rattachée au dollar américain, cela est une situation qui est jugée comme unique dans le monde étant donné qu'aucune autre monnaie fiduciaire ne se retrouve dans une telle situation,. De plus, malgré le fait que c’est une monnaie officielle de la région administrative spéciale de Macao, elle constitue seulement 53% de la masse monétaire qui existe sur son territoire et ce pourcentage continue à diminuer en faveur du dollar de Hong Kong et de la monnaie américaine. Historiquement, ce pourcentage était encore plus bas se situant autour de 42.5% en 1996. Ceci pourrait s'expliquer par le fait que le dollar de Hong Kong est souvent utilisé comme une monnaie de substitution à Macao, étant donné qu'il est largement accepté dans la région du delta de la Rivière des Perles  et aussi, dû au fait que la pataca est plus souvent utilisée dans des transactions quotidiennes, alors que les sommes gardées dans les comptes de banque macanais sont généralement en HKD et USD dû à leur plus grande valeur intrinsèque en suivant la Loi de Gresham. Il semblerait aussi que les jeux de hasard autour desquels se base l’économie de Macao, ainsi que le secteur immobilier ont un désir particulier d'attirer les fonds étrangers qui proviennent principalement de Hong Kong, ce qui explique aussi que la base de dépôts et la base de prêts de Macao est lourdement biaisée envers le dollar de Hong Kong dû à la provenance d’une grande partie de fonds de cette région administrative.

### Pièces de monnaie
Il existe des pièces de 10, 20 et 50 avos ainsi que de 1 pataca, 2, 5 et 10 patacas. Les premières pièces de monnaie sont émises le 19 juin 1952 (2, 10 et 50 avos, 1 pataca et 5 patacas) et elles portent la mention en portugais Republica Portuguesa (« République portugaise »). Cette mention a été remplacée par le seul nom de Macau lors de la rétrocession du territoire à la Chine.

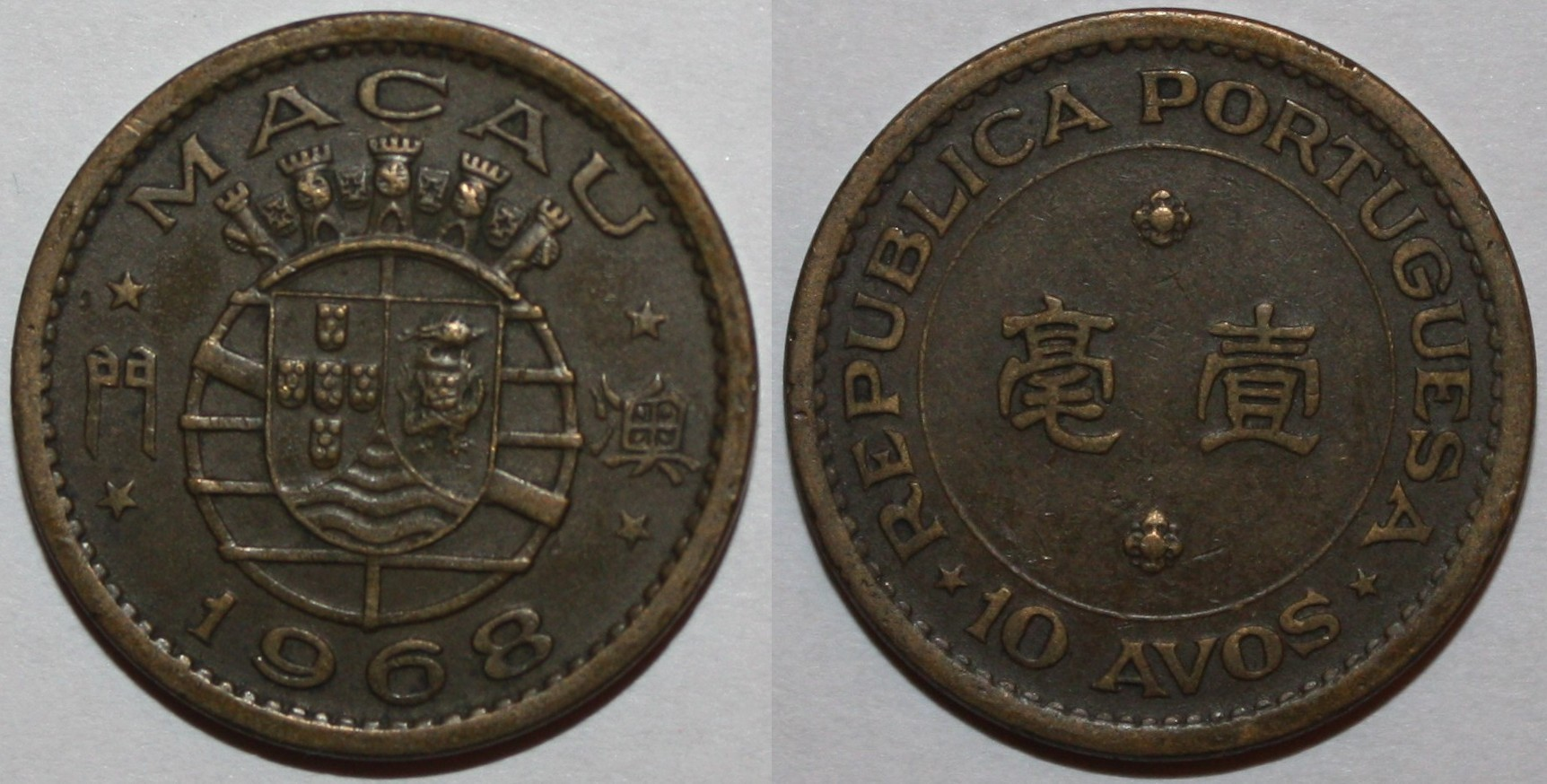
10 Avos, 1968
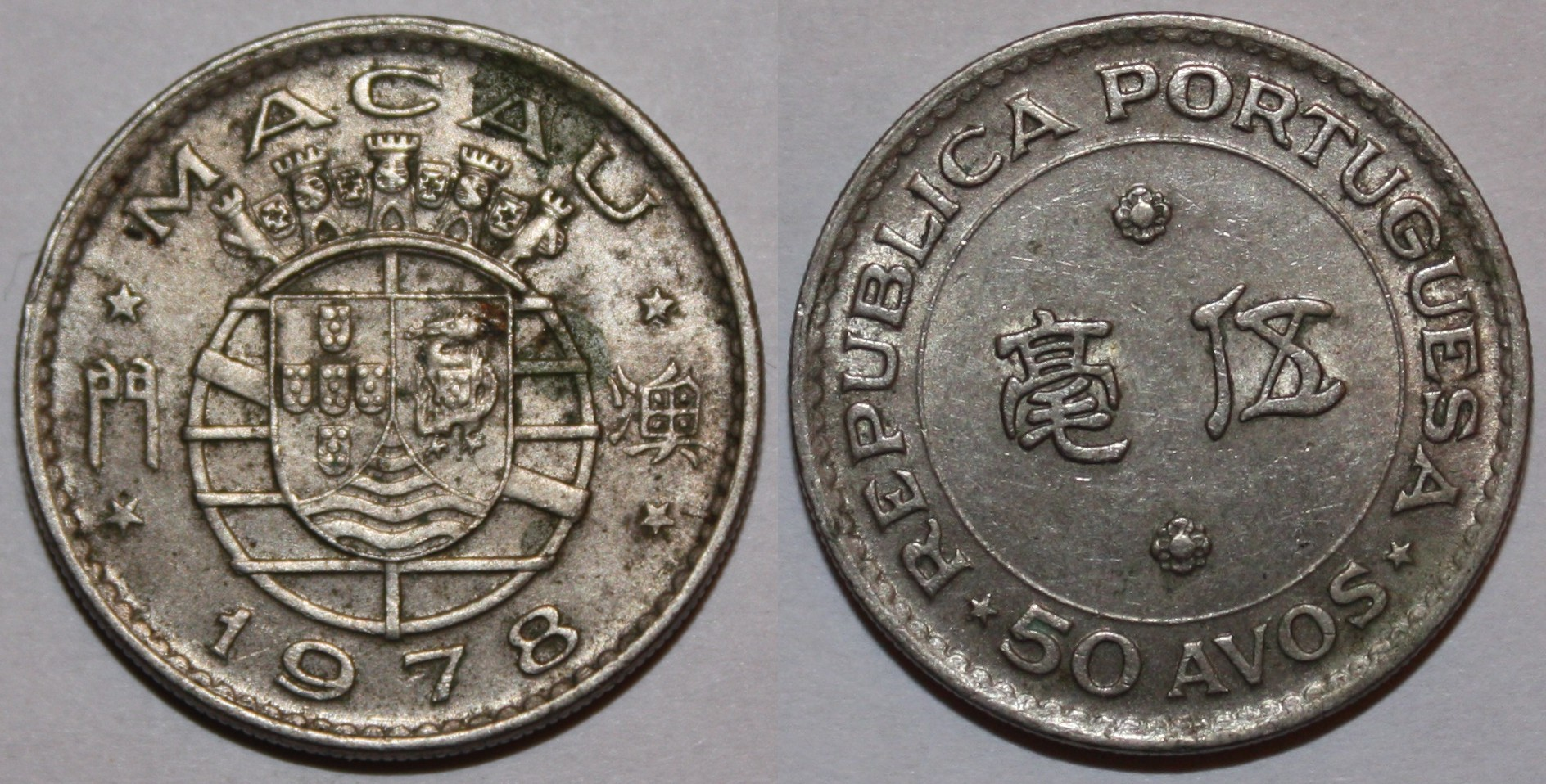
50 Avos, 1978
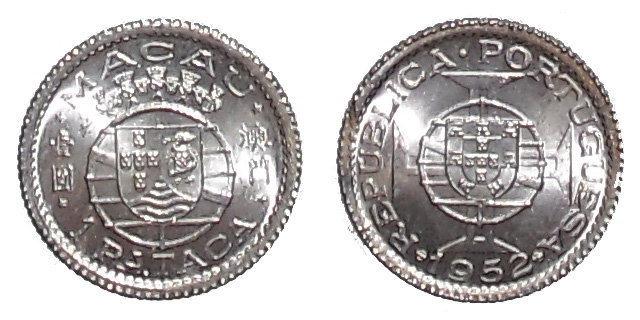
1 Pataca, 1952
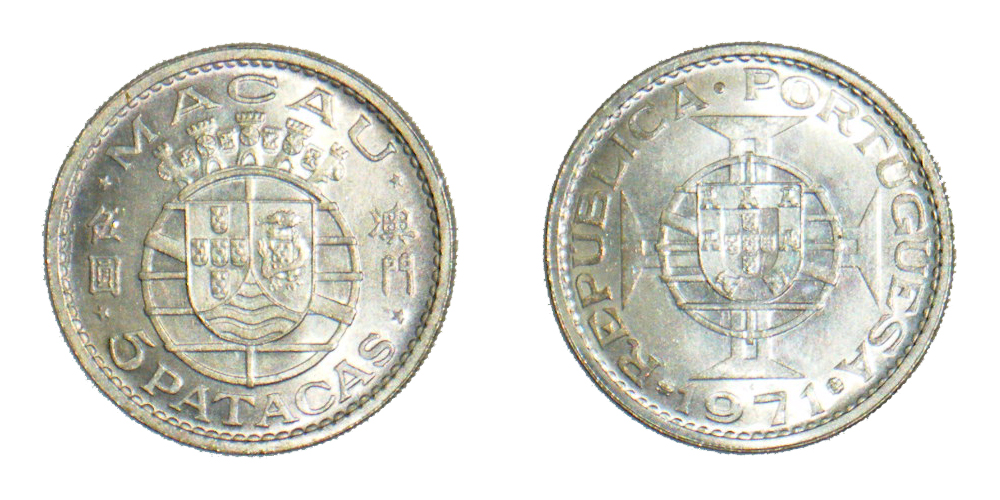
5 Pataca, 1971

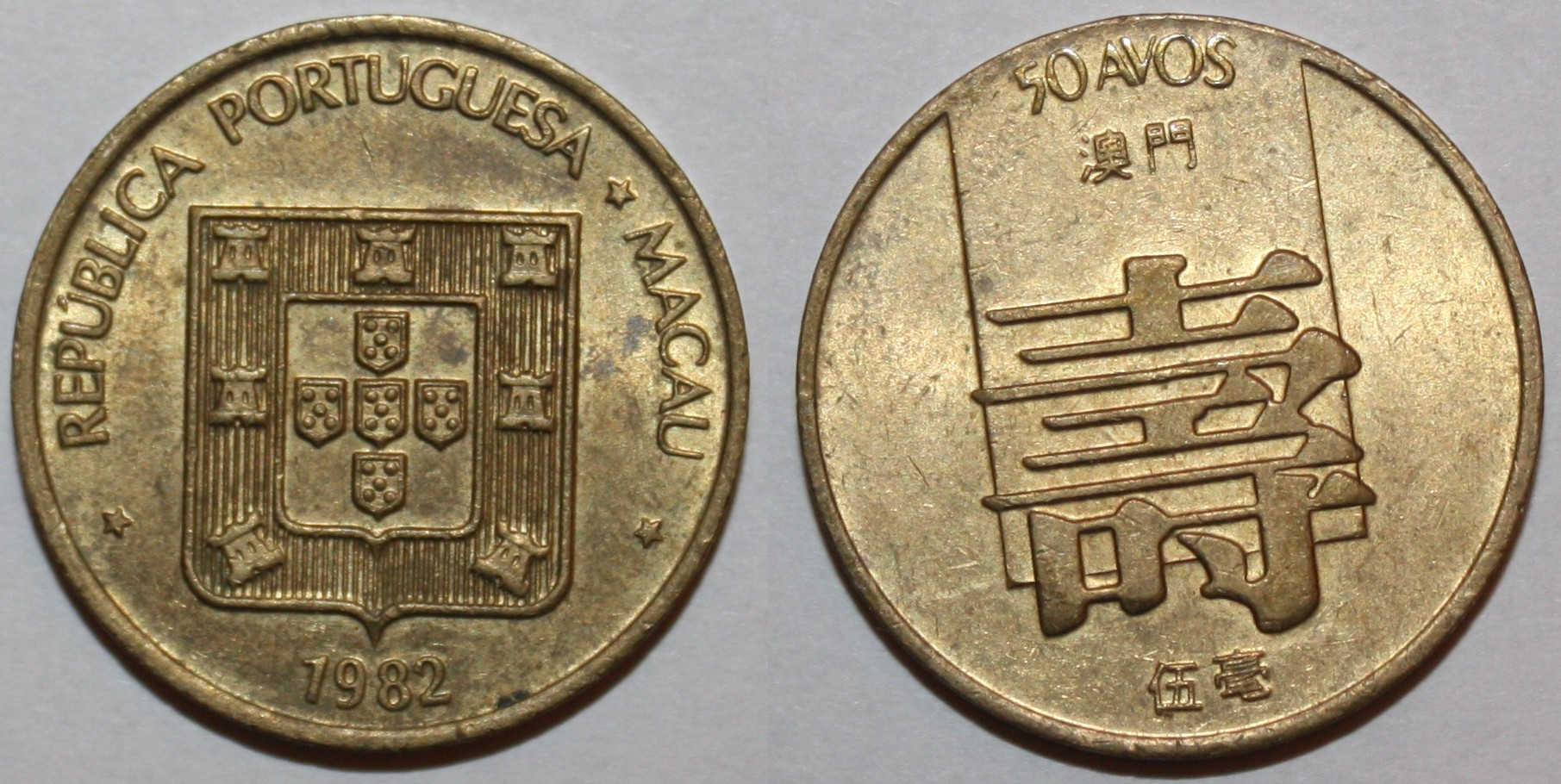
50 Avos, 1982
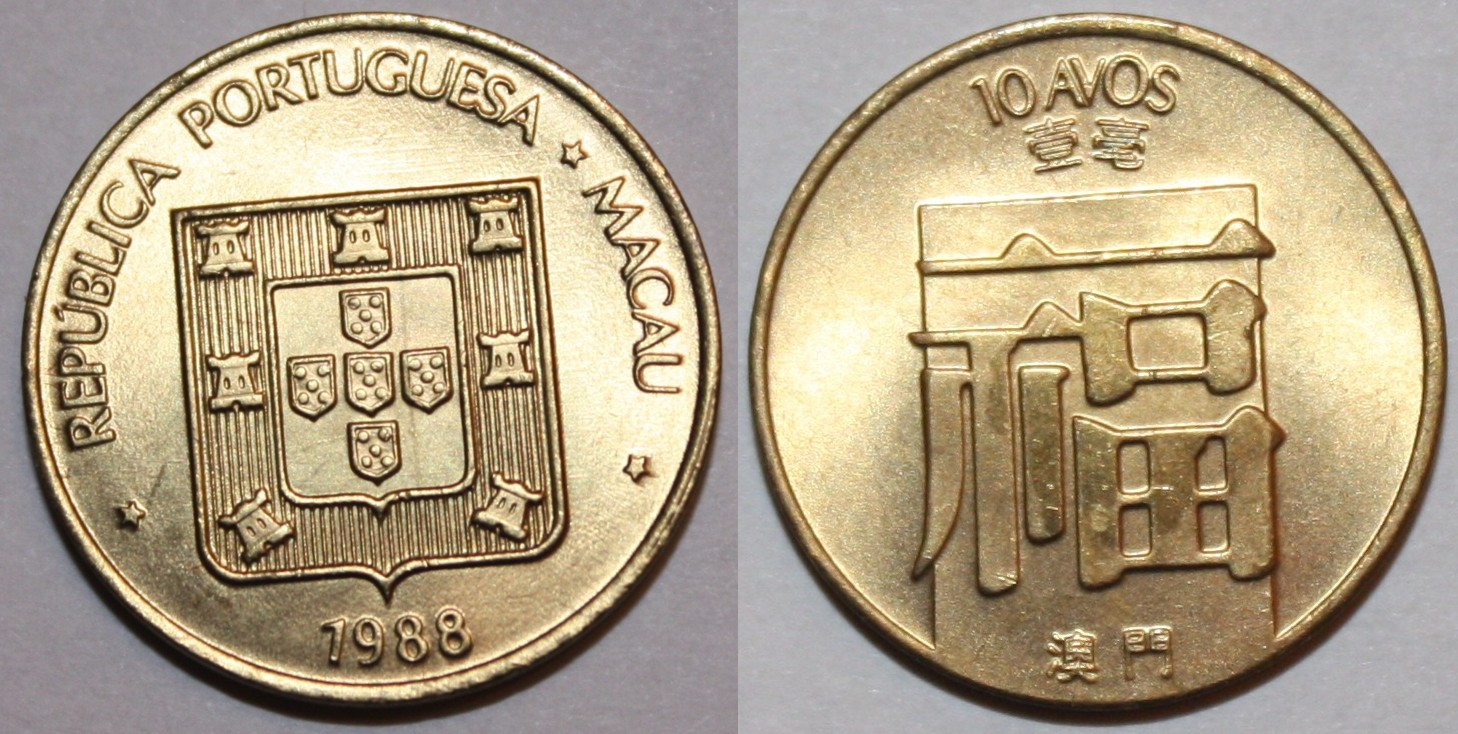
10 Avos, 1988
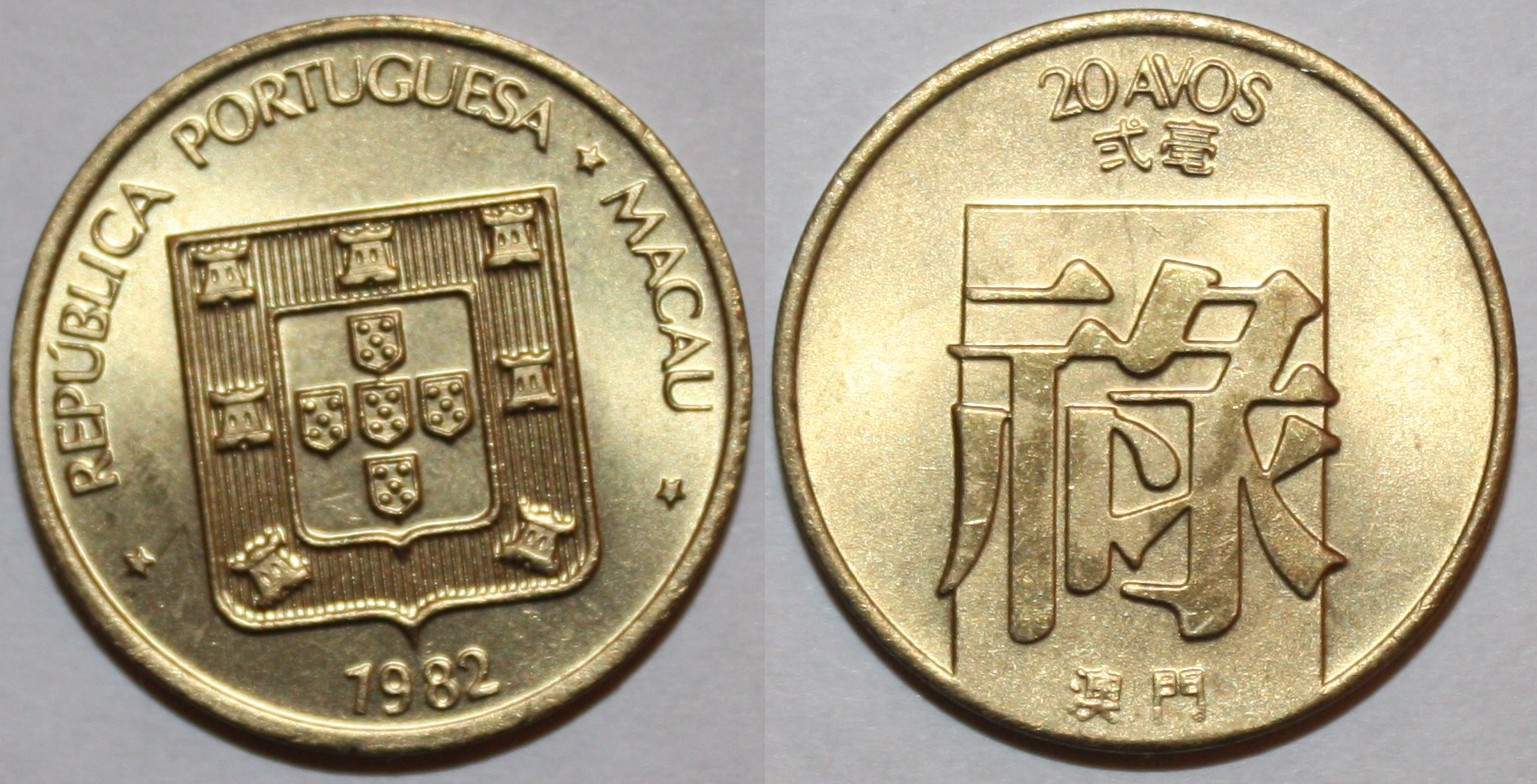
20 Avos, 1982

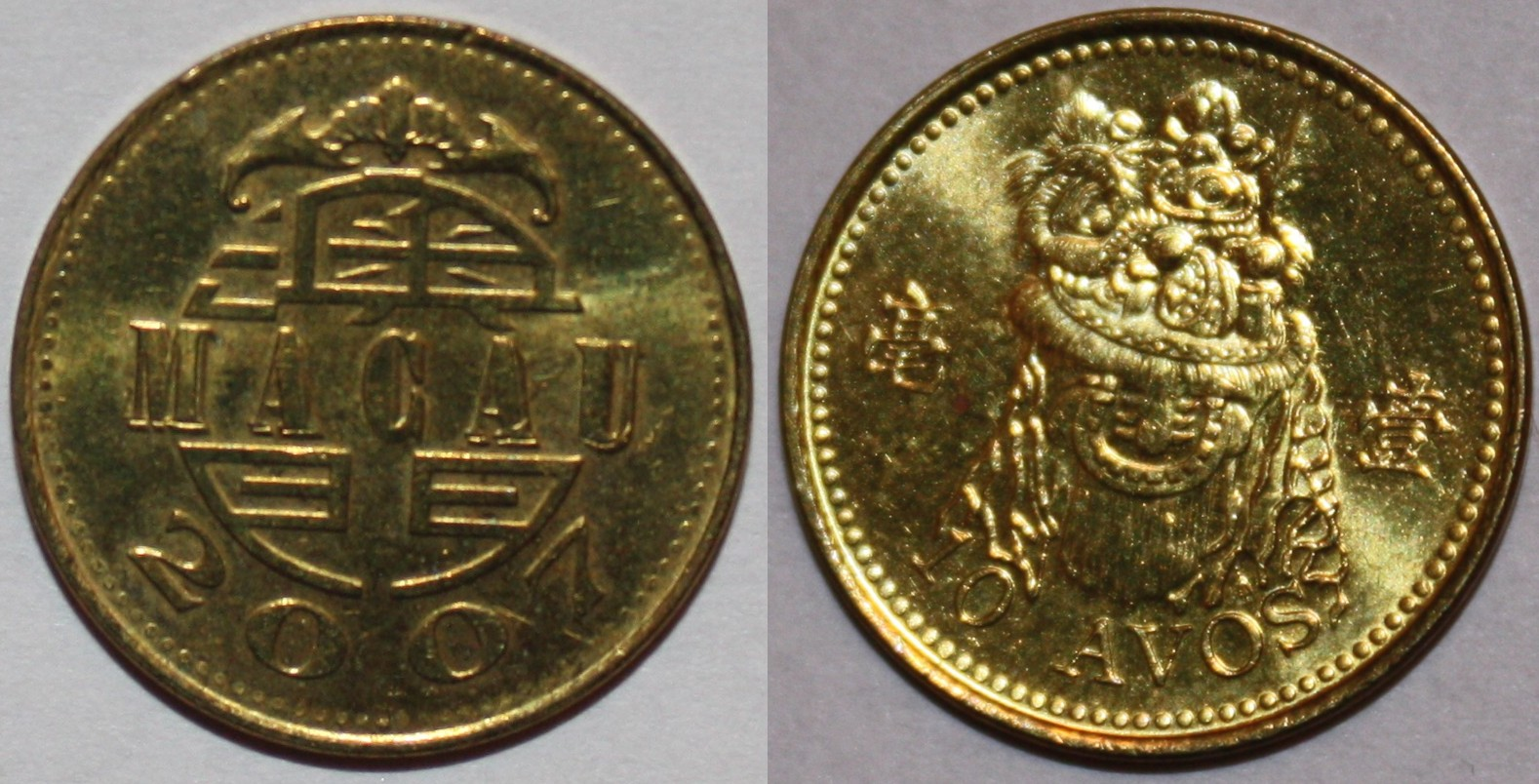
10 Avos, 2007
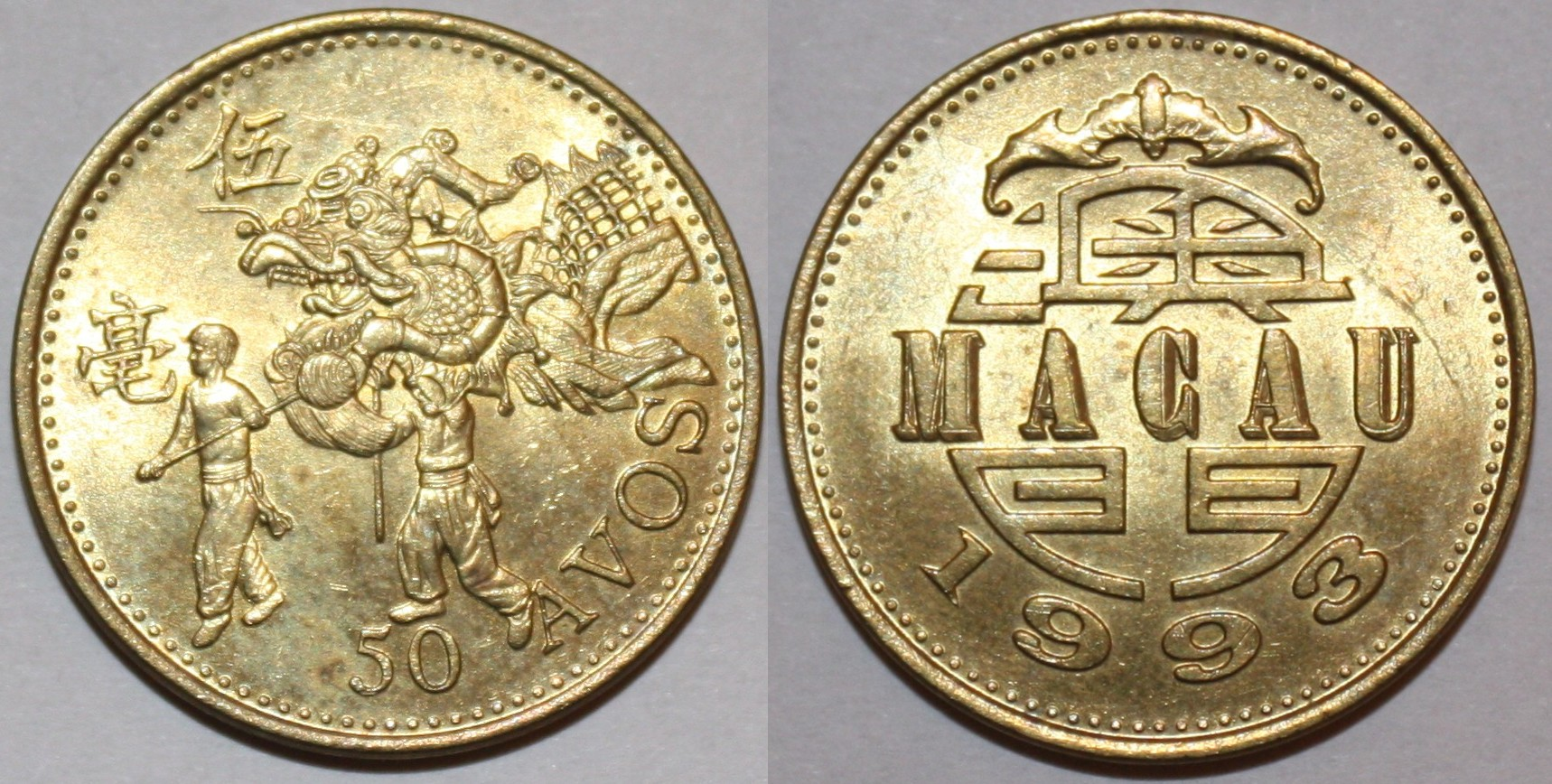
50 Avos, 1993
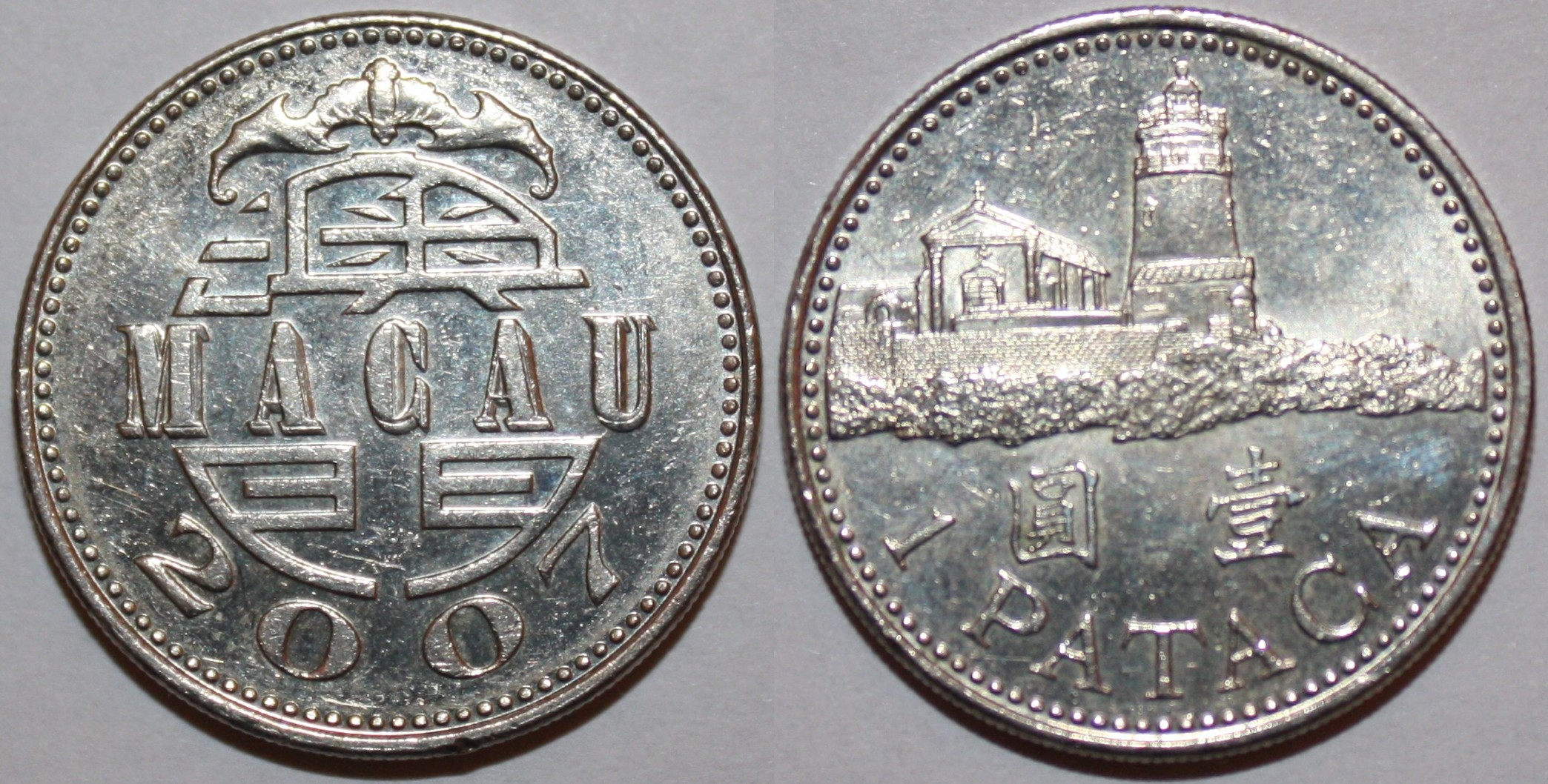
1 Pataca, 2007
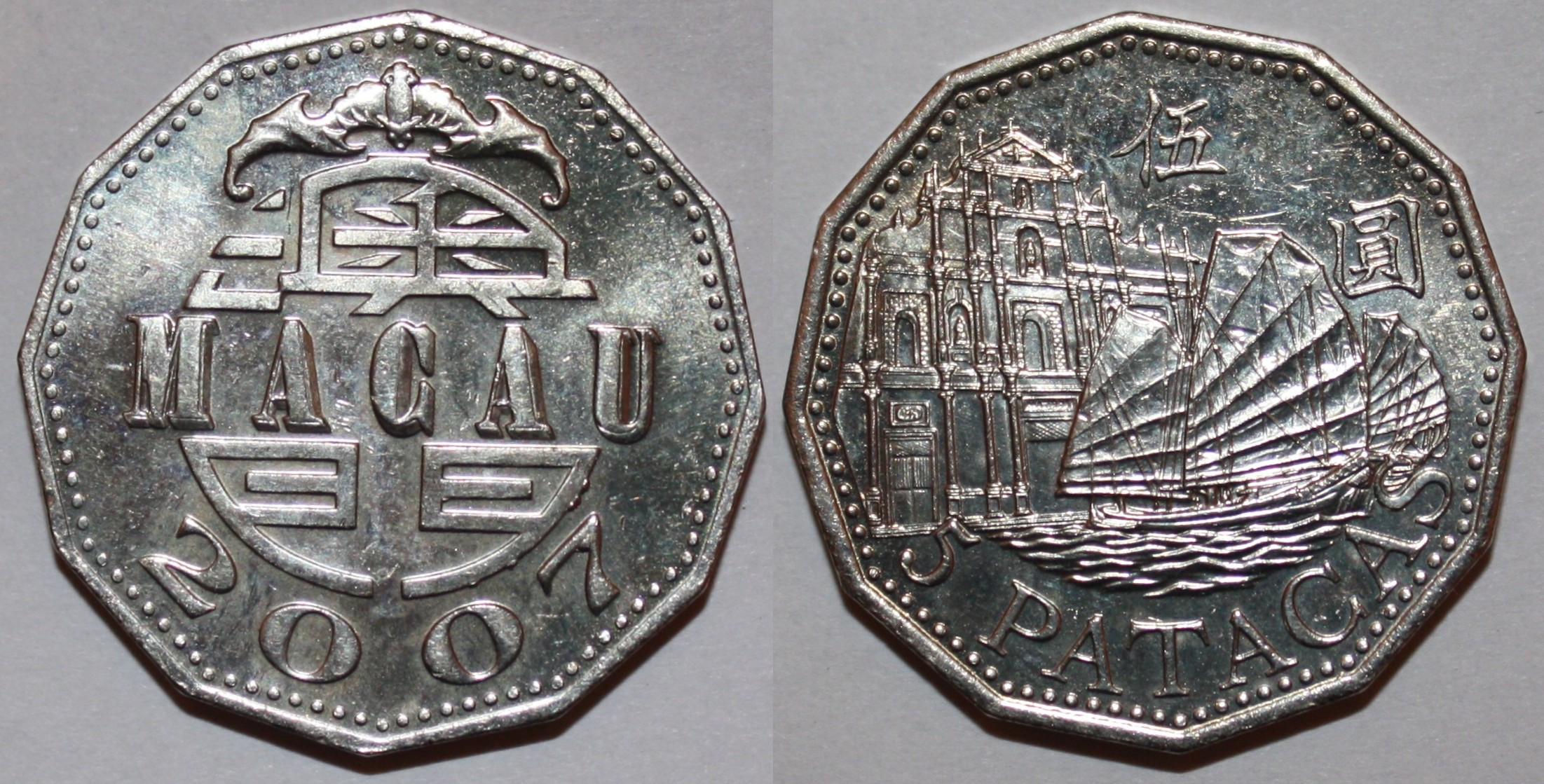
5 Pataca,

### Billets de banque
Il existe des billets de 10, 20, 50, 100, 500 et 1 000 patacas.
Plusieurs banques privées, comme à Hong Kong, émettent les billets de banque à Macao. Il s'agit de la Banco Nacional Ultramarino (BNU), depuis 1906, et de la Banco da China (Banque de Chine) depuis 1995.